# Päpstliche Kommission für die Kirche in Osteuropa
Die ständige Päpstliche Kommission für die Kirche in Osteuropa wurde 1993 durch Papst Johannes Paul II. (1978–2005) gegründet. Sie ist eine interdikasterielle Kommission der Römischen Kurie und untersteht dem Kardinalstaatssekretär.

## Geschichte
Am 21. Dezember 1934 hob Papst Pius XI. (1922–1939) die bisher selbstständige Kommission für Russland auf. Sie wurde nun der damaligen Kongregation für Außerordentliche kirchliche Angelegenheiten (heute: 2. Sektion im Staatssekretariat des Heiligen Stuhls) unterstellt. Zum Kommissionspräsidenten wurde der amtierende Kardinalstaatssekretär bestellt. Die Zuständigkeit der Kommission beschränkte sich auf die in Russland lebenden Russen.
Mit dem Zusammenbruch der Sowjetunion im Jahre 1991 erfolgte für Papst Johannes Paul II. die Notwendigkeit diese bisherige Kommission neu zu organisieren. Mit dem Motu proprio Europae Orientalis vom 15. Januar 1993 hob er die Kommission auf und gründete die „ständige interdikasterielle Kommission für die Kirche in Osteuropa“. Ihre Zuständigkeiten umfassen den lateinischen und orientalischen Ritus in Osteuropa, Russland und Asien.

## Ziele und Aufgaben
Ihre Ziele sind die Unterstützung der katholischen Gemeinschaften in Territorien, die ehemals keine Religionsfreiheit hatten, die Förderung des ökumenischen Dialogs mit den Kirchen orthodoxer und orientalischer Tradition und Koordinierung der Einrichtungen, die bereits in den osteuropäischen Ländern tätig sind. Ihre Aufgabe besteht in der apostolischen Mission und dem interreligiösen und ökumenischen Dialog.

## Kommissionsmitglieder
Der amtierende Kardinalstaatssekretär führt den Vorsitz, weitere Mitglieder sind der Sekretär der zweiten Sektion im Staatssekretariat des Heiligen Stuhls (Beziehungen mit den Staaten), die Sekretäre der Kongregation für die orientalischen Kirchen, der Kongregation für den Klerus, der Kongregation für die Institute geweihten Lebens und für die Gesellschaften apostolischen Lebens und der Sekretär des Päpstlichen Rats zur Förderung der Einheit der Christen.